# Новоермаково
Новоермако́во — упразднённая деревня в Таборинском районе Свердловской области России.

## Географическое положение
Располагалась на правом берегу реки Большая Икса в 6 км от д. Пальмино, в 33 км от районного центра села Таборы, в 340 км к северо-востоку от Екатеринбурга, в 69 км к северу от Тавды и в 173 км — от Тюмени.

## История
Входила в состав Пальминского сельсовета.

## Образование
В середине XX века в деревне была 7-летняя школа, в 1950-е годы преобразованная в начальную, 4-летнюю школу.

## Климат
Климат континентальный с холодной зимой и тёплым летом.